# NGC 2530
NGC 2530 este o galaxie spirală situată în constelația Racul. A fost descoperită în 22 februarie 1789 de către William Herschel.